# (37651) 1994 GX
1994 GX (asteroide 37651) é um asteroide da cintura principal. Possui uma excentricidade de 0.07306130 e uma inclinação de 22.12643º.
Este asteroide foi descoberto no dia 3 de abril de 1994 por Gordon J. Garradd em Siding Spring.